# 董村镇 (忻州市)
董村镇，是中华人民共和国山西省忻州市忻府区下辖的一个乡镇级行政单位。

## 行政区划
董村镇下辖以下地区：
令归村、南胡村、太延村、孙村、董村、游邀村、肖家山村、白家山村、武家山村、定兴寨村和刘家山村。